# Slovakiens bidrag i Eurovision Song Contest

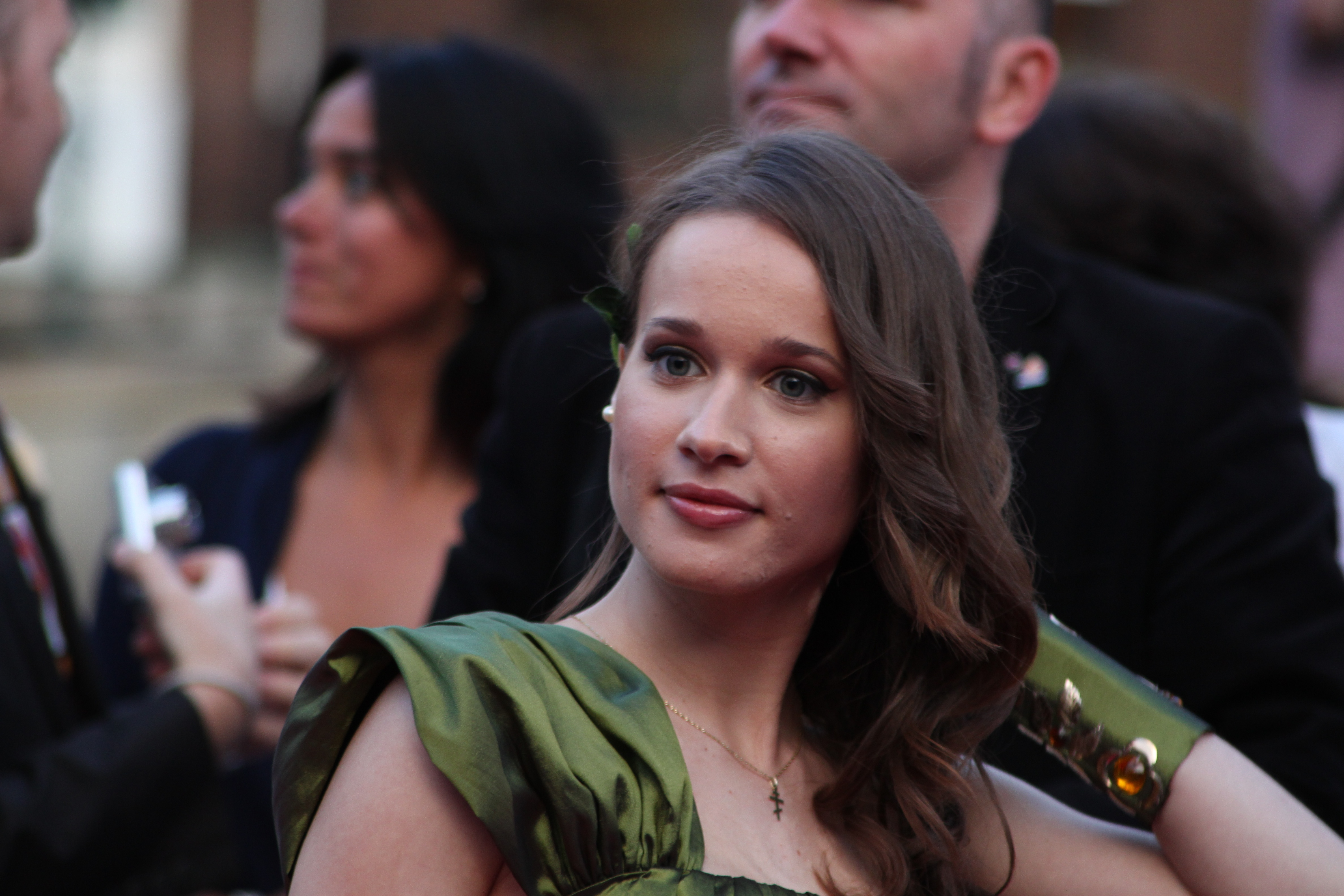
Kristína Peláková i Oslo 2010.

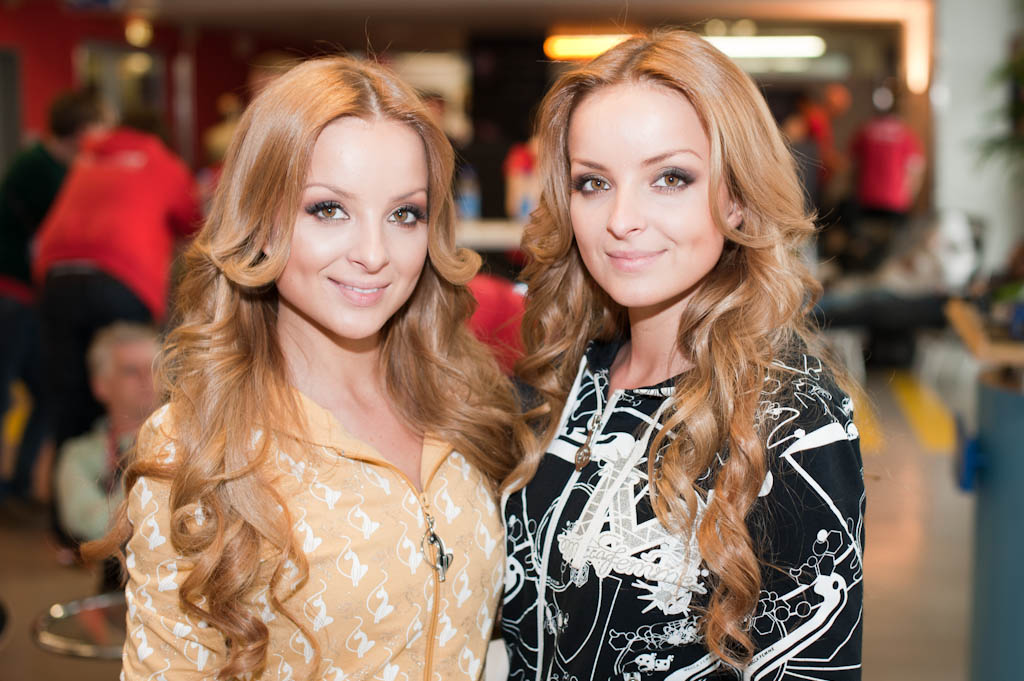
TWiiNS i Düsseldorf 2011.

Slovakien debuterade i Eurovision Song Contest 1994 och har till och med 2012 deltagit 7 gånger. Det slovakiska tv-bolaget Radio and Television of Slovakia (RTVS) har ansvarat för Slovakiens medverkan varje år sedan 2010. Tävlingen har tidigare åren sänts i Slovakien av STV (från 1994 till 2010).
Slovakien har hittills aldrig stått som slutgiltig vinnare i en ESC-final och ej heller kommit bland de tre första placeringarna i en final. Resultatmässigt hör Slovakien till ett av tävlingens minst framgångsrikaste länder där landets bästa placering är en artonde plats i finalen år 1996. Efter införandet av systemet med semifinal har Slovakien aldrig lyckats kvala sig till finalen de åren man har deltagit i tävlingen. 

## Slovakien i Eurovision Song Contest

### Historia
Slovakien kom på fjärdeplats i den östeuropeiska semifinalen i Ljubljana vid sitt första försök att delta i Eurovision Song Contest 1993. De nådde inte finalen och blev dessutom slagna på mållinjen, då endast de tre främsta gick vidare från denna semifinal. Debuten gjordes istället 1994 i Dublin med rockbandet Martin Durinda & Tublatanka med låten Nekovecná piesen. Debutåret slutade Slovakien på delad nittonde plats tillsammans med Schweiz med femton poäng. Den dåliga placeringen ledde till att Slovakien behövde stå över tävlingen året därpå. Från 1994 fram till 2003 var de dåvarande tävlingsreglerna sådana att länder som placerade sig sämre ett år fick avstå medverkan året därpå för att kunna göra plats åt andra länder som hade fått avstå året innan att delta (Sovjetunionens och Jugoslaviens fall resulterade i att flera länder ville delta vilket ledde till denna regel). Vid återvändandet till tävlingen 1996 slutade Slovakien på artonde plats vilket är Slovakiens bästa placering i tävlingen hittills. Slovakien fick stå över tävlingen året därpå då man hamnade på den låga placeringen 1996. Vid återvändandet 1998 slutade Slovakien på tjugoförsta plats med åtta poäng vilket man fick från Kroatien. Därefter drog sig Slovakien tillbaka från tävlingen och blev frånvarande i elva år tills man återvände till tävlingen i Moskva 2009. Återvändandet till tävlingen visade sig inte bli något bättre, Slovakien misslyckades med att nå finalen åren 2009–2012. Slovakien meddelade under hösten 2010 att man funderade över sin medverkan i Eurovisionen år 2011. Från början sa man direkt nej till att återkomma till 2011, men när EBU släppte listan över 2011 års deltagande nationer hade Slovakien ändrat sitt beslut och bestämt sig för att medverka 2011. Den 7 januari 2011 meddelade det nationella tv-bolaget STV att man, efter att ha tänkt över saken igen, inte skulle skicka en representant till ESC 2011. Detta på grund av ekonomiska svårigheter hos STV. EBU bekräftade dock aldrig avhoppet och dagen innan semifinaldragningen ägde rum meddelade de att Slovakien skulle vara med och tävla, vilket de till slut gjorde. Efter att ha kommit sist i sin semifinal 2012 valde Slovakien att dra sig tillbaka från tävlingen och skickade ingen representant till tävlingen i Malmö 2013. Slovakien har sedan dess inte deltagit i tävlingen på grund av de dåliga resultaten, finansiella problem och för låga tittarsiffror bland den slovakiska befolkningen.

### Nationell uttagningsform
Slovakien har inte haft något standardsystem för att utse sin representant och låt för tävlingen. Man har varierat mellan internval och nationell tävling. De åren man haft nationell tävling har varit 1998, 2009 och 2010. 1998 valdes artisten ut genom en festival vid namn "Bratislavská Lýra" medan låten valdes ut internt. 2009 införde man en uttagning vid namn "Eurosong" där upplägget var fem semifinaler och en final. 2010 utökades denna med sex heat, två semifinaler och en final. De övriga åren man har deltagit har både representanten och låten valts ut helt av det nationella TV bolaget.

## Resultattabell
| 1 | Vinnare                            |
| 2 | Andra plats                        |
| 3 | Tredje plats                       |
| ◁ | Sista plats                        |
| X | Ett bidrag valdes men tävlade inte |

| År                               | Artist                          | Bidrag                | Språk      | Final              | Poäng              | Semi             | Poäng            |
| -------------------------------- | ------------------------------- | --------------------- | ---------- | ------------------ | ------------------ | ---------------- | ---------------- |
| 1993                             | Elán                            | Amnestia na neveru    | Slovakiska | Kvalificerade inte | Kvalificerade inte | 4                | 50               |
| 1994                             | Martin Durinda & Tublatanka     | Nekovecná piesen      | Slovakiska | 19                 | 15                 | Inga semifinaler | Inga semifinaler |
| Deltog inte 1995                 |                                 |                       |            |                    |                    |                  |                  |
| 1996                             | Marcel Palonder                 | Kým nás más           | Slovakiska | 18                 | 19                 | 17               | 36               |
| Deltog inte 1997                 |                                 |                       |            |                    |                    |                  |                  |
| 1998                             | Katarína Hasprová               | Modlitba              | Slovakiska | 21                 | 8                  | Inga semifinaler | Inga semifinaler |
| Deltog inte mellan 1999 och 2008 |                                 |                       |            |                    |                    |                  |                  |
| 2009                             | Kamil Mikulčík & Nela Pocisková | Leť tmou              | Slovakiska | Kvalificerade inte | Kvalificerade inte | 18               | 8                |
| 2010                             | Kristína Peláková               | Horehronie            | Slovakiska | Kvalificerade inte | Kvalificerade inte | 16               | 24               |
| 2011                             | TWiiNS                          | I'm Still Alive       | Engelska   | Kvalificerade inte | Kvalificerade inte | 13               | 48               |
| 2012                             | Max Jason Mai                   | Don't Close Your Eyes | Engelska   | Kvalificerade inte | Kvalificerade inte | 18               | 22               |
| Deltar inte sedan 2013           |                                 |                       |            |                    |                    |                  |                  |

## Röstningshistoria (1994–2012)
- Slovakien har givit flest poäng till:

| Nr | Land     | Poäng    |
| -- | -------- | -------- |
| 1  | Malta    | 34 poäng |
| 2  | Estland  | 30 poäng |
| 3  | Kroatien | 27 poäng |
| 4  | Sverige  | 26 poäng |
| 5  | Irland   | 25 poäng |

- Slovakien har fått flest poäng av:

| Nr | Land     | Poäng    |
| -- | -------- | -------- |
| 1  | Malta    | 20 poäng |
| 2  | Kroatien | 8 poäng  |
| 3  | Grekland | 7 poäng  |
| 4  | Polen    | 5 poäng  |
| 5  | Spanien  | 2 poäng  |

- Observera att tabellerna ovan endast inkluderar poäng från finaler.